# Divisió de Chhatrapati Sambhajinagar
La divisió de Chhatrapati Sambhajinagar és una entitat administrativa de Maharashtra, a l'Índia, i abans de l'Estat de Hyderabad.
La capital és Aurangabad. La població el 1881 era de 2.610.247, el 1891 de 2.909.561 i el 1901 de 2.363.114 habitants, el 89% hindús. A començament del segle XX tenia 20 ciutats o viles i 5490 pobles (les ciutats principals a més de la capital eren Jalna, Kadirabad, Nander, Bhir, Amba, i Parli). El territori de la divisió forma una regió històrica coneguda com a Marathwada (Marathi: मराठवाडा) que vol dir país dels dhangars.
El 1905 la formaven els següents districtes: 
- Aurangabad
- Parbhani
- Nander
- Bhir

Fou part del principat protegit, i després de l'Estat de Hyderabad (independent 1947-1948 i sota ocupació de l'Índia des de 1948) fins que l'1 de novembre de 1956 fou transferida a l'estat de Bombai que el 1960 fou dividit en Maharashtra i Gujarat.
Actualment la divisió està formada per 8 districtes:
- Aurangabad
- Jalna
- Parbhani
- Hingoli
- Nanded
- Bid
- Latur
- Osmandabad